# ماركوس كرانز
ماركوس كرانز (بالألمانية: Markus Kranz)‏ هو لاعب كرة قدم ألماني في مركز الدفاع، ولد في 4 أغسطس 1969 في شباير في ألمانيا. شارك مع منتخب ألمانيا تحت 21 سنة لكرة القدم ومنتخب ألمانيا الأولمبي لكرة القدم. أما مع النوادي، فقد لعب مع دينامو درسدن وفالدهوف مانهايم وفورتونا كولن ونادي أوردينغن 05 ونادي إيمن ونادي كايزرسلاوترن.

## وصلات خارجية
- ماركوس كرانز على موقع قاعدة بيانات كرة القدم.إي يو (الإنجليزية)
- ماركوس كرانز على موقع بيانات كرة القدم. دي إي (الألمانية)
- ماركوس كرانز على موقع عالم كرة القدم.نت (الإنجليزية)